# Florian Cieslik

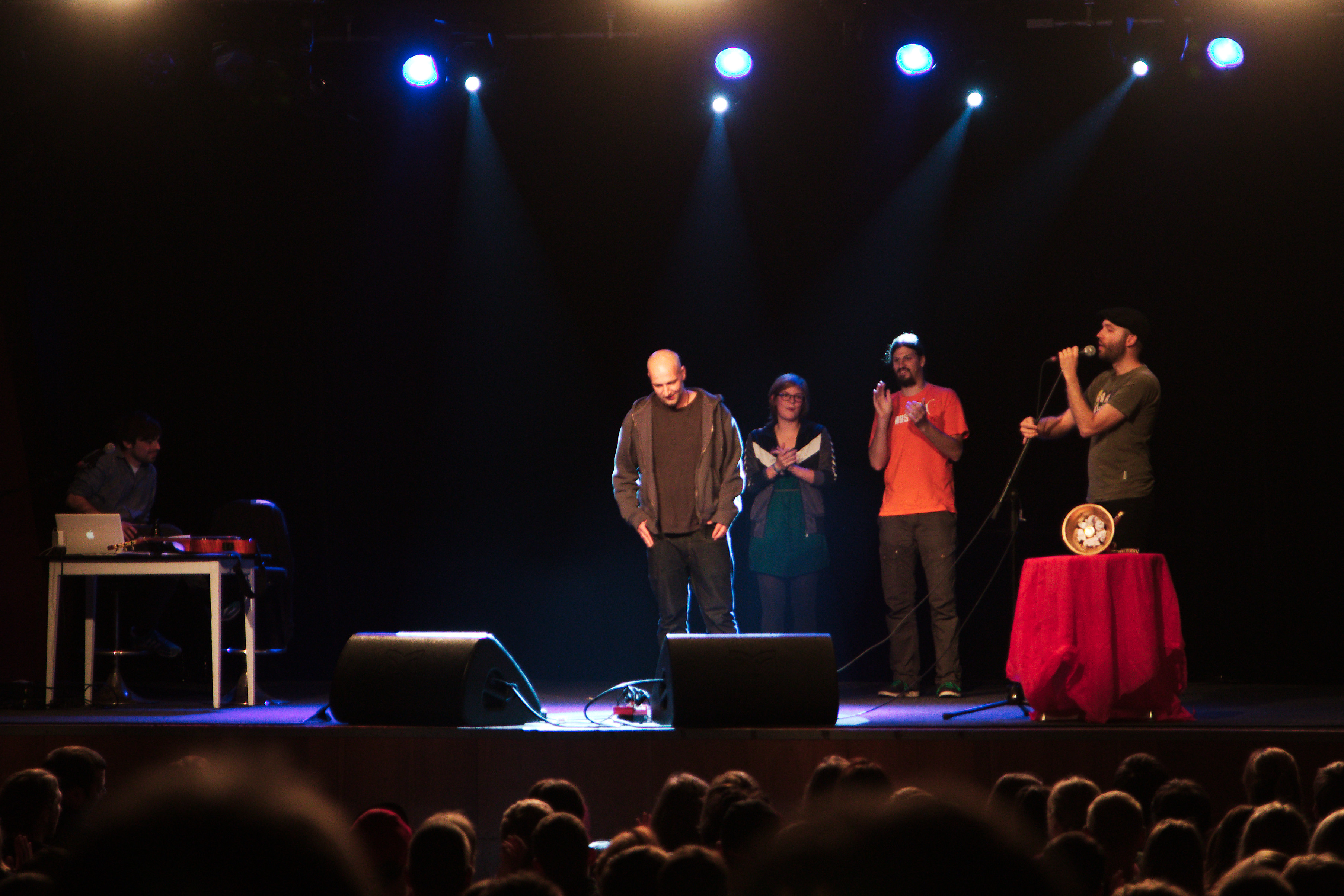
In der Mitte von links nach rechts die drei Vortragenden: Florian Cieslik, Svenja Gräfen und Michael Goehre während des Kreuzberg Slam Finales 2012

Florian Cieslik (* 11. September 1975 in Düsseldorf) ist ein deutscher Lyriker und Slam-Poet.

## Leben und Werk
Florian Cieslik, geboren 1975 in Düsseldorf, wuchs als Sohn eines Gitarrenlehrers und einer Sozialarbeiterin in Krefeld auf. Nach seinem Abitur 1995 und anschließendem Zivildienst studierte er Germanistik und Sport an der Universität zu Köln. Bereits in Jugendjahren entwickelte Cieslik sein Talent in der schreibenden Zunft. Seit Ende der 1990er Jahre arbeitet er als Autor in einer Form zwischen Lyrik und Prosa. 2001 veröffentlichte er seinen ersten Lyrik-Band Dynamit in der Schublade, 2002 erschien dann der zweite Band Über den Tellerrand. Seit Beginn der 2000er Jahre ist er darüber hinaus als Autor auch mit Publikationen in verschiedenen Lyrik-Anthologien vertreten, unter anderem 2002 im Martin Werhand Verlag im dritten Band der Anthologie Reihe Junge Lyrik. Im Jahr 2003 war er anlässlich des Welttages des Buches neben sechs anderen Lyrikern, darunter Thomas Bruns, Patric Hemgesberg und Martin Werhand, am 23. April auch bei einer Autoren-Lesung der Thalia Holding zur Junge Lyrik-Reihe in Münster geladen. 2006 nahm er bei dem visuellen lyrischen Projekt der Bremer Straßenbahn AG namens Poesie Bewegt unter der Leitung von Joachim Tuz mit seinem Werk teil. Des Weiteren wurde seine Lyrik in der beim Reclam-Verlag von Stephan Koranyi betreuten Weihnachts-Klassiker Reihe Gedichte zur Weihnacht publiziert, sowie 2012 Texte in der von Björn Högsdal und Wolf Hogekamp herausgegebenen Anthologie 155 Kurze: eine gar nicht so kurze Sammlung der besten Kurz-Texte des Poetry Slam beim Lektora Verlag veröffentlicht.
Mit der von Cieslik konzipierten Lyrock-Reihe, gegründet im Kölner Raum, geht der gebürtige Düsseldorfer seit 2004 immer wieder auf Tour. Bei Lyrock-Abenden werden seine Performances auch musikalisch untermalt. Zudem organisierte Cieslik  bis August 2019 mit Team den Kölner Poetry Slam Reim in Flammen, ferner war er 2011 Mit-Organisator der NRW Slam-Meisterschaften, er ist Gastgeber von „Poetry Slam Deluxe“ auf dem Köln Comedy Festival und war Gastgeber des Kölner Songslams Saitenliebe, den er zusammen mit Anke Fuchs moderierte. Darüber hinaus nimmt Florian Cieslik als Sprach-Künstler und Slam-Poet seit 2006 regelmäßig an Poetry Slams im gesamten deutschsprachigen Raum teil. Neben zahlreichen Auftritten in Deutschland, wie Köln, Neuss, Wiesbaden, Frankfurt am Main, Düsseldorf, Kiel, Bochum, Hamburg, Dresden, Leipzig, Hannover oder wie in Stuttgart mit Andy Strauß ist er auch regelmäßig Teilnehmer bei Slam-Veranstaltungen in der Schweiz. Er war Teilnehmer beim German International Poetry Slam 2007 in Berlin, beim WDR Poetry Slam und der SAT1 Slam Tour mit Kuttner. Im Jahr 2008 war Florian Cieslik Finalist (fünfter Platz) bei den deutschsprachigen Poetry-Slam-Meisterschaften in Zürich, 2010 gewann er zweimal hintereinander den SWR Poetry Slam, 2014 war Cieslik Sieger beim Hessen-Slam.
Neben seiner Tätigkeit als Autor, Organisator, Moderator und Slam-Poet gibt er sein Wissen auch bei Workshops zum kreativen Schreiben und zum Poetry Slam an Schulen und Universitäten weiter. Des Weiteren leitet er die Theater-AG an der Wöhlerschule in Frankfurt am Main. Für den WDR 2 schuf er 2015 mit seinem Heimat Slam einen Gastbeitrag zur Themenwoche Heimat.

## Auszeichnungen
- 2008: Finalist bei den deutschsprachigen Poetry-Slam-Meisterschaften in Zürich
- 2010: Sieger des SWR Poetry Slam
- 2014: Gewinner des Hessen-Slam[25]

## Publikationen (Auswahl)

### Bücher
- Dynamit in der Schublade. Gedichte. Dynamit-Verl., Köln 2001
- Über den Tellerrand. Gedichte. Dynamit-Verl., Neuss 2002

### Anthologien
- Junge Lyrik III – 50 Dichterinnen und Dichter. Anthologie, Martin Werhand Verlag, Melsbach 2002, ISBN 3-9806390-3-7. Auch zweite, überarbeitete Auflage.
- Gedichte zur Weihnacht. Anthologie, Reclam-Verlag, Ditzingen 2009, ISBN 978-3-15-010719-5.
- 155 Kurze. Anthologie, Lektora-Verlag, Paderborn 2012, ISBN 978-3-938470-79-4.
- Hessenslam. Anthologie, Lektora-Verlag, Paderborn 2014, ISBN 978-3-95461-028-0.